# Daryl Hannah

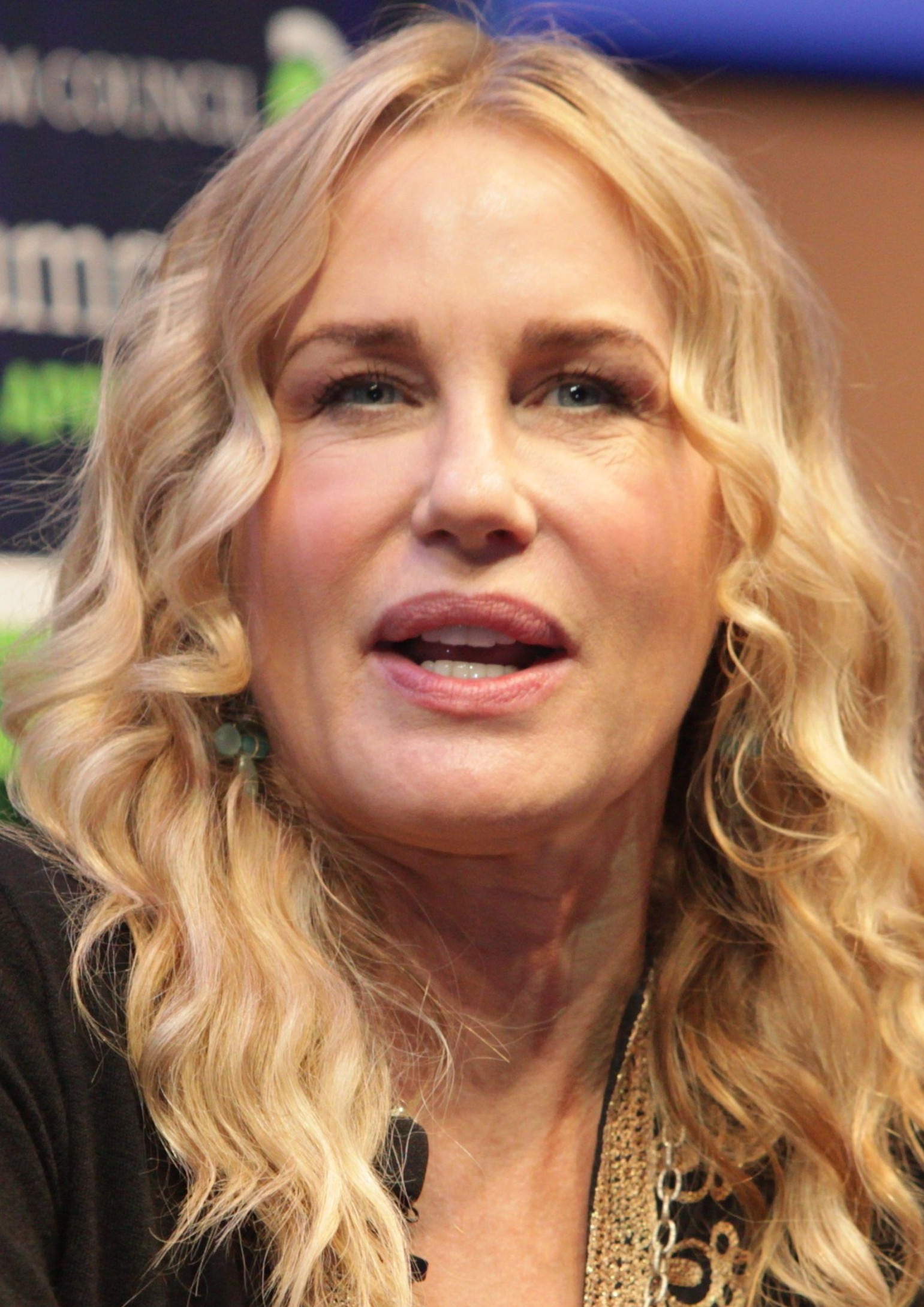
Daryl Hannah (2013)

Daryl Christine Hannah (* 3. Dezember 1960 in Chicago, Illinois) ist eine US-amerikanische Schauspielerin und Umweltschutz-Aktivistin. Bekannt wurde sie in den 1980er Jahren mit ihren Rollen in Blade Runner (1982), Splash (1984), Wall Street, Roxanne (beide 1987) und Magnolien aus Stahl (1989) sowie 2003 und 2004 als Elle Driver in Quentin Tarantinos Kill Bill – Volume 1 & 2.

## Leben
Daryl Hannah ist die Tochter von Donald Christian Hannah, dem Betreiber einer Firma für Schlepper und Lastkähne, und Susan Jeanne Metzger, einer Filmproduzentin und ehemaligen Lehrerin. Ihre Eltern wurden geschieden, als Daryl noch ein Kind war; ihre Mutter heiratete später erneut. Daryl Hannah wuchs in einer Familie mit acht Geschwistern und Halbgeschwistern auf. Als Kind wurde Autismus bei ihr vermutet. Sie litt zudem jahrelang unter Schlafstörungen. Außerdem hat sie seit einem Unfall als Dreijährige eine Prothese am linken Zeigefinger, die sie aber nur zeitweise trägt.
Zunächst hatte Daryl Hannah vor, Tänzerin zu werden, entschloss sich jedoch dann zu einer Schauspielausbildung. Informationen über die Welt des Films konnte sie von ihrem Onkel Haskell Wexler beziehen, einem zweifachen Oscar-Preisträger in der Kategorie „Beste Kamera“.
Die 1,78 m große Hannah war einer der erfolgreichsten weiblichen Stars in den achtziger Jahren. Sie spielte mit Vorliebe starke und ausgefallene Charaktere. Sie fand zuerst 1982 Aufmerksamkeit als Replikantin Pris in Ridley Scotts Kultfilm Blade Runner. 1984 schaffte sie den Durchbruch als Meerjungfrau in der Komödie Splash – Eine Jungfrau am Haken. Der Film war sowohl bei Kritikern als auch beim Publikum ein großer Erfolg und verhalf Hannah, Co-Star Tom Hanks und Regisseur Ron Howard zu Ruhm. 1986 spielte sie die Hauptrolle in dem Film Ayla und der Clan des Bären (nach dem ersten Teil des Erdenkinder-Zyklus der Schriftstellerin Jean M. Auel), in dem sie eine Cro-Magnon-Frau unter Neandertalern darstellte. Der Film war ein Flop. Im selben Jahr trat sie in der Kriminalkomödie Staatsanwälte küßt man nicht an der Seite von Robert Redford und Debra Winger auf. 1987 spielte sie neben Michael Douglas und Charlie Sheen in Oliver Stones Film Wall Street. Das Drama war ein Kinohit, doch Hannah erhielt für ihre Rolle die Goldene Himbeere als schlechteste Nebendarstellerin. Außerdem war sie 1987 an der Seite von Steve Martin in der Komödie Roxanne zu sehen. 1989 spielte sie eine Hauptrolle in der Tragikomödie Magnolien aus Stahl, die von der Kritik positiv aufgenommen wurde und auch im Kino erfolgreich war. Im Jahr 1990 lehnte Hannah die Rolle der Vivian Ward in Pretty Woman ab, die schließlich an Julia Roberts ging, mit der sie im Jahr zuvor für Magnolien aus Stahl vor der Kamera gestanden hatte.
In den neunziger Jahren konnte Hannah nicht an ihre großen Erfolge anknüpfen. Trotzdem spielte sie in einigen erfolgreichen Filmen wie Jagd auf einen Unsichtbaren (1992), Two Much – Eine Blondine zuviel (1996) und The Gingerbread Man (1998) mit. Außerdem war sie neben Jack Lemmon und Walter Matthau in der Komödie Ein verrücktes Paar (1993) und der Fortsetzung Der dritte Frühling – Freunde, Feinde, Fisch & Frauen (1995) zu sehen. Zudem drehte sie einige Filme fürs Fernsehen, unter anderem Angriff der 20-Meter-Frau (1993) und Das Fenster zum Hof (1998) mit Christopher Reeve.

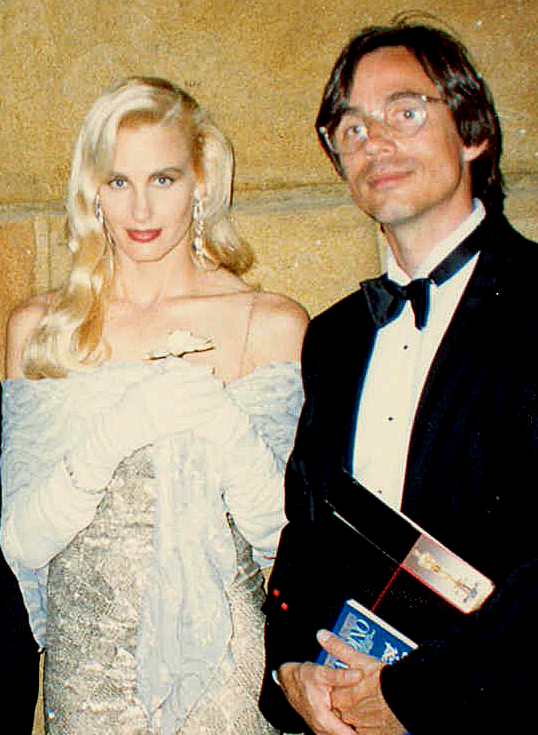
Mit Jackson Browne bei der Oscarverleihung 1988

Ende der 1990er Jahre arbeitete sie als Unterwäschemodel für das Kaufhaus BHS British Home Store.
1994 gewann sie mit ihrem 12-Minuten-Kurzfilm The Last Supper, den sie auch selbst produzierte und inszenierte, den Jury-Preis der Berlinale.
Nachdem Hannah zu Beginn des neuen Jahrtausends überwiegend in Low-Budget-Produktionen aufgetreten war, bekam sie 2003 die Rolle der Elle Driver, der Gegenspielerin Uma Thurmans in Quentin Tarantinos Film Kill Bill – Volume 1 und in dessen Fortsetzung Kill Bill – Volume 2 (2004). Durch diese Rolle, für die sie mit einem MTV Movie Award ausgezeichnet wurde, gelangte sie wieder ins Rampenlicht. Anschließend war sie unter anderem in den Filmen Silver City (2004) und Whore (2004) zu sehen. Für Aufmerksamkeit sorgte sie 2002 auch durch ihren Auftritt im Musikvideo Feel von Robbie Williams. Danach stand Hannah für den oscarnominierten Dokumentarfilm The Garden (2008) und für das Drama A Closer Book (2010), der Verfilmung der Kurzgeschichte Blindband von Gilbert Adair, vor der Kamera.

## Politisches Engagement
Die Veganerin Daryl Hannah setzt sich seit Jahren aktiv für die Umwelt und einen nachhaltigen Lebensstil ein. Sie tritt für Tierschutz, Biolandbau, regenerative Energie und gegen Atomstrom ein. Im Jahr 2006 sorgte sie in Los Angeles gemeinsam mit der Sängerin Joan Baez durch eine Baumbesetzung für Schlagzeilen. Im Winter 2008/2009 war sie an Bord der Steve Irwin, einem Schiff der Umweltschutzorganisation Sea Shepherd Conservation Society, die im Rahmen der Operation Musashi versucht, die Walfangaktivitäten Japans in der Antarktis zu verhindern. Bei Protestaktionen wurde Hannah bereits mehrmals verhaftet: im Juni 2006, als sie sich für den Erhalt der South Central Farm in Los Angeles einsetzte – ihre Aktivitäten im Zuge dieses Konfliktes wurde auch im Oscar-nominierten Film The Garden gezeigt –, im Juni 2009 beim Protest gegen die Absprengung einer Bergkuppe wegen Kohleabbaus in West Virginia und im August 2011 beim Protest gegen den Bau einer Öl-Pipeline vor dem Weißen Haus in Washington. 2012 wählte das Time-Magazine Daryl Hannah unter die zehn einflussreichsten demonstrierenden Prominenten. Sie ist Ratsmitglied im World Future Council sowie Vorstandsmitglied der Environmental Media Association (EMA) und der 2009 von der Ozeanografin Sylvia Earle gegründeten Mission Blue.

## Privates
Neben ihrer Filmkarriere machte sie Schlagzeilen mit ihrer Beziehung zu John F. Kennedy jr. sowie mit vorderen Plätzen in Umfragen bezüglich der „schönsten Schauspielerin“ oder dem „besten Körper der Filmgeschichte“.
Von 1978 bis 1981 und von 1983 bis 1992 war sie die Lebensgefährtin des Musikers Jackson Browne.
2014 ging Daryl Hannah eine Beziehung mit Neil Young ein. David Crosby, der mit Youngs Ehefrau befreundet war, nannte Hannah ein „giftiges Raubtier“ und entschuldigte sich später dafür. Young nahm die Entschuldigung allerdings nicht an und gab stattdessen bekannt, nie wieder mit Crosby arbeiten zu wollen (siehe CSNY). Seit 2018 ist Hannah mit Young verheiratet.

## Auszeichnungen
- 1985: Saturn Award: Beste Schauspielerin in Splash – Eine Jungfrau am Haken
- 1988: Goldene Himbeere: Schlechteste Nebendarstellerin in Wall Street
- 1989: Goldene Himbeere: nominiert als schlechteste Nebendarstellerin in High Spirits
- 1997: Goldene Himbeere: nominiert als schlechteste Nebendarstellerin in Two Much – Eine Blondine zuviel
- 2004: National Biodiesel Board: Influencer Of The Year
- 2004: Environmental Media Award: Ongoing Commitment
- 2005: Saturn Award: Beste Nebendarstellerin in Kill Bill – Volume 2
- 2005: DIVA – Deutscher Entertainment Preis: World Award (Hall of Fame)
- 2005: Satellite Award: nominiert als beste Nebendarstellerin in Kill Bill – Volume 2
- 2005: MTV Movie Awards: Beste Kampfszene (mit: Uma Thurman) in Kill Bill – Volume 2
- 2006: Water Quality Awards: Environmental Activism
- 2006: Artivist Awards: Environmental Preservation

## Filmografie
- 1978: Teufelskreis Alpha (The Fury)
- 1981: Jodie – Irgendwo in Texas (Hard Country)
- 1982: Blade Runner
- 1982: Summer Lovers
- 1983: The Final Terror
- 1984: Jung und Rücksichtslos (Reckless)
- 1984: Splash – Eine Jungfrau am Haken (Splash)
- 1984: Der Pate von Greenwich Village (The Pope of Greenwich Village)
- 1986: Staatsanwälte küßt man nicht (Legal Eagles)
- 1986: Ayla und der Clan des Bären (The Clan of the Cave Bear)
- 1987: Roxanne
- 1987: Wall Street
- 1988: High Spirits
- 1989: Verbrechen und andere Kleinigkeiten (Crimes and Misdemeanors) (Cameo-Auftritt)
- 1989: Magnolien aus Stahl (Steel Magnolias)
- 1990: Nichts ist irrer als die Wahrheit (Crazy People)
- 1991: At Play in the Fields of the Lord
- 1992: Jagd auf einen Unsichtbaren (Memoirs of an Invisible Man)
- 1993: Angriff der 20-Meter-Frau (Attack of the 50 Ft. Woman, Fernsehfilm)
- 1993: Ein verrücktes Paar (Grumpy Old Men)
- 1994: Die kleinen Superstrolche (The Little Rascals)
- 1995: Blood Line (The Tie That Binds)
- 1995: Der dritte Frühling – Freunde, Feinde, Fisch & Frauen (Grumpier Old Men)
- 1996: Two Much – Eine Blondine zuviel (Two Much)
- 1996: The Last Days of Frankie The Fly
- 1997: The Last Don (TV Mini-Serie)
- 1998: Addams Family – Und die lieben Verwandten (Addams Family Reunion)
- 1998: The Gingerbread Man
- 1998: Echt Blond (The Real Blonde)
- 1998: Das Fenster zum Hof (Rear Window, Fernsehfilm)
- 1998: Hi-Life
- 1999: Der Onkel vom Mars (My Favorite Martian)
- 1999: Speedway Junky
- 1999: Diplomatic Siege
- 2000: Hide and Seek (Cord)
- 2000: Wildflowers
- 2000: First Target (Fernsehfilm)
- 2001: Jackpot
- 2001: Dancing at the Blue Iguana
- 2001: Jagd auf den Schatz der Riesen (Jack and the Beanstalk: The Real Story) (Fernsehfilm)
- 2001: Cowboy Up
- 2002: Nur mit Dir – A Walk to Remember (A Walk to Remember)
- 2002: Searching for Debra Winger (Dokumentarfilm)
- 2002: Hard Cash – Die Killer vom FBI (Hard Cash oder Run for the Money)
- 2003: Northfork
- 2003: Casa de los babys
- 2003: The Big Empty
- 2003: The Job … den Finger am Abzug (The Job)
- 2003: Kill Bill – Volume 1 (Kill Bill: Vol. 1)
- 2004: Kill Bill – Volume 2 (Kill Bill: Vol. 2)
- 2004: Silver City
- 2004: Whore (Yo puta)
- 2004: Careful What You Wish For (Kurzfilm)
- 2006: Love Is the Drug
- 2006: Final Days – Die letzten Tage der Menschheit (Final Days of Planet Earth) (Fernsehfilm)
- 2006: Keeping Up with the Steins
- 2006: Olé
- 2007: Zwischen den Fronten – The Poet (The Poet)
- 2007: All the Good Ones are Married (Fernsehfilm)
- 2007: Cosmic Radio
- 2008: Kung Fu Killer (Fernsehfilm)
- 2008: The Garden (Dokumentarfilm)
- 2008: Shark Swarm – Angriff der Haie (Shark Swarm, Fernsehfilm)
- 2008: Vice
- 2008: Dark Honeymoon
- 2009: Storm Seekers (Fernsehfilm)
- 2009: Ein Pferd fürs Leben (Shannon’s Rainbow)
- 2009: The Cycle
- 2010: A Closed Book
- 2011: Lovemakers
- 2012: Eldorado
- 2013: The Things She Did (Kurzfilm)
- 2013: The Hot Flashes
- 2013–2014: Hawaii Five-0 (Fernsehserie, 2 Episoden)
- 2013: Dark Night of the Walking Dead (Zombie Night, Fernsehfilm)
- 2013: Mother – Sie schlägt zurück (Social Nightmare)
- 2014: Pater Rupert Mayer (Father Rupert Mayer)
- 2014: 2047 – Sights of Death
- 2015: Skin Traffik – Sein letzter Auftrag (A Hitman in London)
- 2015: A Perfect Vacation
- 2015: I Am Michael
- 2015: Sicilian Vampire
- 2015–2018: Sense8 (Fernsehserie, 17 Episoden)
- 2017: The Slider
- 2018: Papa
- 2019: The Sound of a Wild Snail Eating (Kurzfilm, Stimme)
- 2019: Undateable John
- 2021: The Now (Fernsehserie, 11 Episoden)
- 2023: Buckle Up